# Lucile Desamory
Lucile Desamory (* 1977 in Brüssel) ist eine belgische Künstlerin, Filmemacherin, Schauspielerin und Musikerin. Sie lebt und arbeitet in Berlin.
Ein zentrales Thema ihrer Werke ist das Rätselhafte und Unerklärliche. Als bildende Künstlerin kreiert sie Collagen aus Gemälden und Stoff. Als Regisseurin drehte sie über 15 Filme in Genres wie Slapstick, Horror und Fantasy. Ihr erster Spielfilm in voller Länge ist der Geisterfilm Abracadabra (2013), an dem sie auch als Drehbuchautorin, Produzentin und Schauspielerin mitwirkte.
Lucile Desamory ist verheiratet mit dem Musiker und Komponisten Nicholas Bussmann, der auch die Musik zu Abracadabra komponierte  und an weiteren gemeinsamen Projekten beteiligt war.

## Kunstausstellungen (Auswahl)
- 2009/10: Gruppenausstellung Happy House oder: Kleine Reparatur der Welt, Kunst im Tunnel, Düsseldorf
- 2013: Der Drall, Düsseldorf Cologne Open

## Filmproduktionen (Auswahl)
- 1997: Crachat
- 1999: Vandales et Vampires, Kurzfilm
- 1999: Lʼinfirmière cannibale, Kurzfilm
- 2004: À lʼombre de lʼhyperboloide, Stop-Motion-Animation
- 2007: Haut les Coeurs, Stop-Motion-Animation
- 2013: Abracadabra

## Publikationen
- Le coin du diable, The Green Box - Kunst Editionen, Zürich/Berlin 1996, ISBN 978-3908175162